# فابيو فييرا (لاعب كرة قدم مواليد 2000)
فابيو فييرا (بالبرتغالية: Fábio Vieira؛ مواليد 30 مايو 2000) لاعب كرة قدم برتغالي يلعب لاعب وسط هجومي لنادي أرسنال الإنجليزي.

## الإنجازات
بورتو للشباب
- الدوري الأوروبي للشباب: 2018–19

بورتو
- الدوري البرتغالي الممتاز: 2019–20،[2]2021–22
- كأس البرتغال: 2021–22

## روابط خارجية
- فابيو فييرا (لاعب كرة قدم مواليد 2000) على موقع الاتحاد الأوربي (الإنجليزية)
- فابيو فييرا (لاعب كرة قدم مواليد 2000) على موقع إي إس بي إن إف سي (الإنجليزية)
- فابيو فييرا (لاعب كرة قدم مواليد 2000) على موقع قاعدة بيانات كرة القدم.إي يو (الإنجليزية)
- فابيو فييرا (لاعب كرة قدم مواليد 2000) على موقع ليكيب (الفرنسية)
- فابيو فييرا (لاعب كرة قدم مواليد 2000) على موقع Soccerbase.com (لاعب) (الإنجليزية)
- فابيو فييرا (لاعب كرة قدم مواليد 2000) على موقع Soccerway.com (الإنجليزية)
- فابيو فييرا (لاعب كرة قدم مواليد 2000) على موقع عالم كرة القدم.نت (الإنجليزية)